# Poljica (Podbablje)
Poljica is een plaats in de gemeente Podbablje in de Kroatische provincie Split-Dalmatië. De plaats telt 816 inwoners (2001).